# دخداخ
دَخْدَاخ أو دُخْدُوخ جنس من الديدان الألفية في فصيلة Julidae. أنواعه كثيرة منتشرة في جميع أقطار العالم. تسرح في الليل وتبيت في النهار ملتفة على ذاتها. تفرز عند شعورها بالخطر مادة حمضية كريهة الرائحة. قوتها المواد العضوية الحيوانية المنحلة والنباتية وقد تقرض الجذور والعساقل والثمار القائمة على التربة كالشيلك وتوقع أشد الأذى بالبذور والحبوب الناتشة لأنها تلتهم بوادرها.